# Linia kolejowa Jeziaryszcza – Witebsk
Linia kolejowa Jeziaryszcza – Witebsk – linia kolejowa na Białorusi łącząca stację Jeziaryszcza i granicę państwową z Rosją ze stacją Witebsk.
Znajduje się w obwodzie witebskim. Linia na całej długości jest niezelektryfikowana. Odcinek Jeziaryszcza – Łużasna jest jednotorowy, odcinek Łużasna – Witebsk jest dwutorowy.

## Historia
Linia powstała w czasach carskich jako część linii z Petersburga do Witebska. Początkowo leżała w Imperium Rosyjskim, następnie w Związku Sowieckim. Od 1991 położona jest na Białorusi.